# William Saunders (político)
William Saunders (1823 – 1 de mayo de 1895) fue un empresario británico y político del Partido Liberal, quien se desempeñó en la Cámara de los Comunes entre 1885 y 1895.
Saunders fundó varios periódicos. Concretó el Western Morning News en Plymouth, en 1860, con Edward Spender. Además, también se involucró con el Eastern Morning News, que se estableció en Hull, y cuyo primer número apareció en enero de 1864.
Saunders también fundó la Central News Agency, y fue vicepresidente de la sociedad moderada United Kingdom Alliance.
En las elecciones generales del Reino Unido de 1885, Saunders fue elegido parlamentario (Kingston upon Hull East), pero perdió el sitio en las elecciones generales de 1886.
En enero de 1889, fue elegido representante-concejal en el recientemente creado London County Council (Consejo del Condado de Londres) por el área electoral Walworth, distrito de Newington. Nombrado por la Asociación local Liberal y Radical (Liberal and Radical Association), ocupó su asiento como miembro de la mayoría del Progressive Party, aliado de los parlamentarios liberales. Y fue reelecto en 1892, ocupando su sitio hasta 1895.
También retornó a la Cámara de los Comunes en las elecciones generales de 1892, cuando ganó en el área de Walworth, división de Newington, arrebatándole así el asiento a los conservadores.
Murió en funciones en mayo de 1895, provocando una elección parcial el 14 de mayo, en la cual el asiento que ocupaba fue recuperado por los conservadores.
Saunders se casó con Caroline Spender, y fue el tío-abuelo político de Stephen Spender.